# Giovanni Paderna
Giovanni Paderna (XVII secolo – XVII secolo) è stato un pittore italiano  del barocco.

## Biografia
Fu allievo di Girolamo Curti e divenne un imitatore di Agostino Mitelli, il principale esponente della quadratura a Bologna. Paderna divenne un collega di Baldassarre Bianchi e dopo, alla morte di Paderna, divenne genero di Mitelli il quale lo fece lavorare con Giovanni Giacomo Monti. Morì all'età di 40 anni.